# BLAZE (KOTOKOの曲)
「BLAZE」（ブレイズ）は、KOTOKOのメジャー11作目のシングル。2008年3月12日にジェネオンエンタテインメントから発売された。
前作のシングルより約3ヶ月ぶりのシングル。ジェネオンエンタテインメントより2008年3月12日に通常盤と初回限定盤の2種類が発売。品番は通常盤がGNCV-0002、初回限定盤がGNCV-0001。今作より品番が『GNCA』から『GNCV』になった。プロモーションビデオでは初めてKOTOKOが眼鏡を掛けている。4thアルバム『イプシロンの方舟』には「BLAZE」が収録されている。

## 収録曲
1. BLAZE [5:04]
作詞：KOTOKO／作曲・編曲：高瀬一矢
  - MBS・TBS系テレビアニメ『灼眼のシャナII』後期オープニングテーマ
2. Sociometry [4:44]
作詞：KOTOKO／作曲・編曲：C.G mix
  - MBS・TBS系テレビアニメ『灼眼のシャナII』後期エンディングテーマ
3. BLAZE（instrumental）
4. Sociometry（instrumental）

## 収録アルバム
| 曲名  | 収録アルバム                                          |
| ----- | ----------------------------------------------------- |
| BLAZE | 『イプシロンの方舟』（2009年10月14日）                |
| BLAZE | 『KOTOKO ANIME'S COMPILATION BEST』（2009年12月23日） |